# Aéroport de Chlef
L'aéroport de Chlef - Aboubakr Belkaid (code IATA : CFK • code OACI : DAOI) est un aéroport international algérien classé comme aéroport mixte, situé à 6 km au nord de la ville de Chlef.
Géré par l'EGSA d'Alger, l’aéroport dessert la ville de Chlef et sa région ainsi que les wilayas limitrophes en l'occurrence Relizane, Aïn Defla, Tiaret, Tissemsilt.
Il abrite également dans sa partie sud une base de l'Armée de l'air algérienne où est posté le 6e régiment d'hélicoptères de manœuvre.

## Présentation
L'infrastructure s’étendant sur une superficie de 24 ha dispose d’un salon d’honneur en forme pyramidale, d’une piste d’atterrissage longue de 3 400 m pour 45 m de large, ainsi que quatre postes de stationnement avions pouvant accueillir des gros et moyens porteurs.
Par ailleurs la plate-forme est dotée d’un bloc technique, d'un bloc SSIS, d’une tour de contrôle, d'une station météo et d'une station électrique.
Le parking visiteur dispose quant à lui d'une capacité de 160 véhicules.

## Situation
Carte des aéroports d'Algérie
'
| \| 100 km1:14 790 000 \| Adrar Alger Annaba Batna Béjaïa Biskra Boufarik Chlef Constantine Ghardaïa Hassi Messaoud In Amenas Jijel Oran Sétif Tamanrasset Tébessa Tlemcen Béchar Bordj Mokhtar Djanet El Bayadh El Goléa El Oued Illizi In Salah Ghriss Ouargla Tiaret Timimoun Tindouf Touggourt |
| 100 km1:14 790 000 |

Carte statique des aéroports d'Algérie.Carte dynamique des aéroports d'Algérie.

## Histoire

### 1930-1944
L'initiative de créer un aéroport à Chlef revient au président de la société d’aviation d’Orléansville « les Aiglons du Cheliff » M. Rostaing, qui est  félicité chaleureusement le 23 octobre 1930 par le conseil municipal de la ville.
L'aérodrome fut construit le 22 décembre 1932 en lisière de la Bocca Mouafkia (Emplacement de l'actuel aéroport), il s'étendait sur 33 ha ou un hangars de 20 mètres d'ouverture et 15 mètres de profondeur fut aménagé.

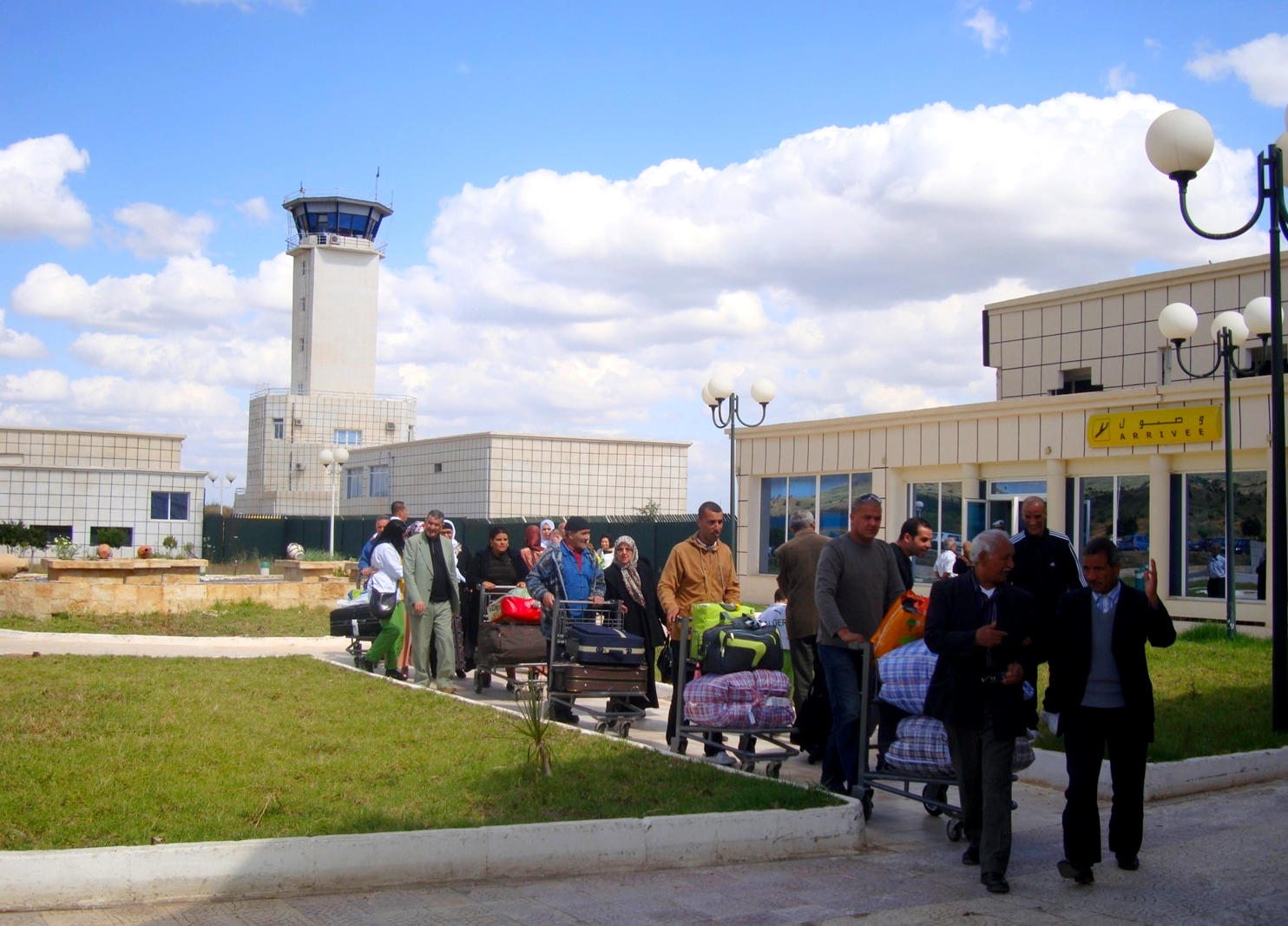
Arrivée des voyageurs à l'aéroport de Chlef (2010)

À partir du mois de janvier 1933 l'aérodrome permettait l'envol et l’atterrissage des avions civils et militaires et leur ravitaillement en essence et huile.
En février 1933 le conseil municipal vote une subvention de 30 000 francs en faveur de l'aéro-club, lui permettant ainsi d'acquérir le premier avion de tourisme de type Potez 43 à Orléansville.
L’inauguration officielle de cet aérodrome s'est tenue lors d'un grand meeting le 24 décembre 1933.
La ville figurait parmi les arrêts facultatifs de la ligne aérienne reliant Alger à Oran exploitée pendant l'époque coloniale par les Lignes aériennes Nord- africaines (LANA) depuis 1934.
Durant la deuxième guerre mondiale et pendant la compagne nord africaine contre le Deutsches Afrikakorps (Mars - Avril 1943), l'aéroport était connu sous le nom de "Warnier Airfield", considéré comme l'une des plus importantes bases d'opérations de la Twelfth Air Force.

### 1944-1962
Après l'arrivée 45e régiment du génie de l'air (45ème BAGA) en Algérie à la fin de l'année 1955, il fut nécessaire d'entamer des travaux de réhabilitation afin d'améliorer les pistes des aéro-clubs existants pour qu'ils puissent recevoir des chasseurs à réaction et des avions de transports lourds. Vers la fin de l'année 1958 l'aérodrome d'Orléansville fut réalisé et se dota d'une piste de 1 500 m, un parking et une piste secondaire.
En 1957, l'aérodrome reprend ses activités touristiques suspendues pendant la Seconde Guerre mondiale.
Le 6 octobre 1961, un arrêté préfectoral relatif à l'expropriation pour cause d'utilité publique des terrains nécessaires à l’extension de l'aérodrome d'Orléansville a été publié.

### COVID-19 (2020)
L’aéroport international de Chlef Aboubakr Belkaid a suspendu ses activités en mars 2020 en raison de l’apparition de la pandémie de Covid-19. Après plus de deux ans d’interruption, les opérations ont repris le samedi 30 septembre 2022, avec un vol inaugural en direction de l’aéroport de Marseille Provence (Marignane).

## Infrastructures liées

### Pistes
L' aéroport dispose de deux pistes en béton bitumineux ; la première d'une longueur de 3 400 m (homologuée le 2 mars 2006) et la deuxième d'une longueur de 1 650 m .

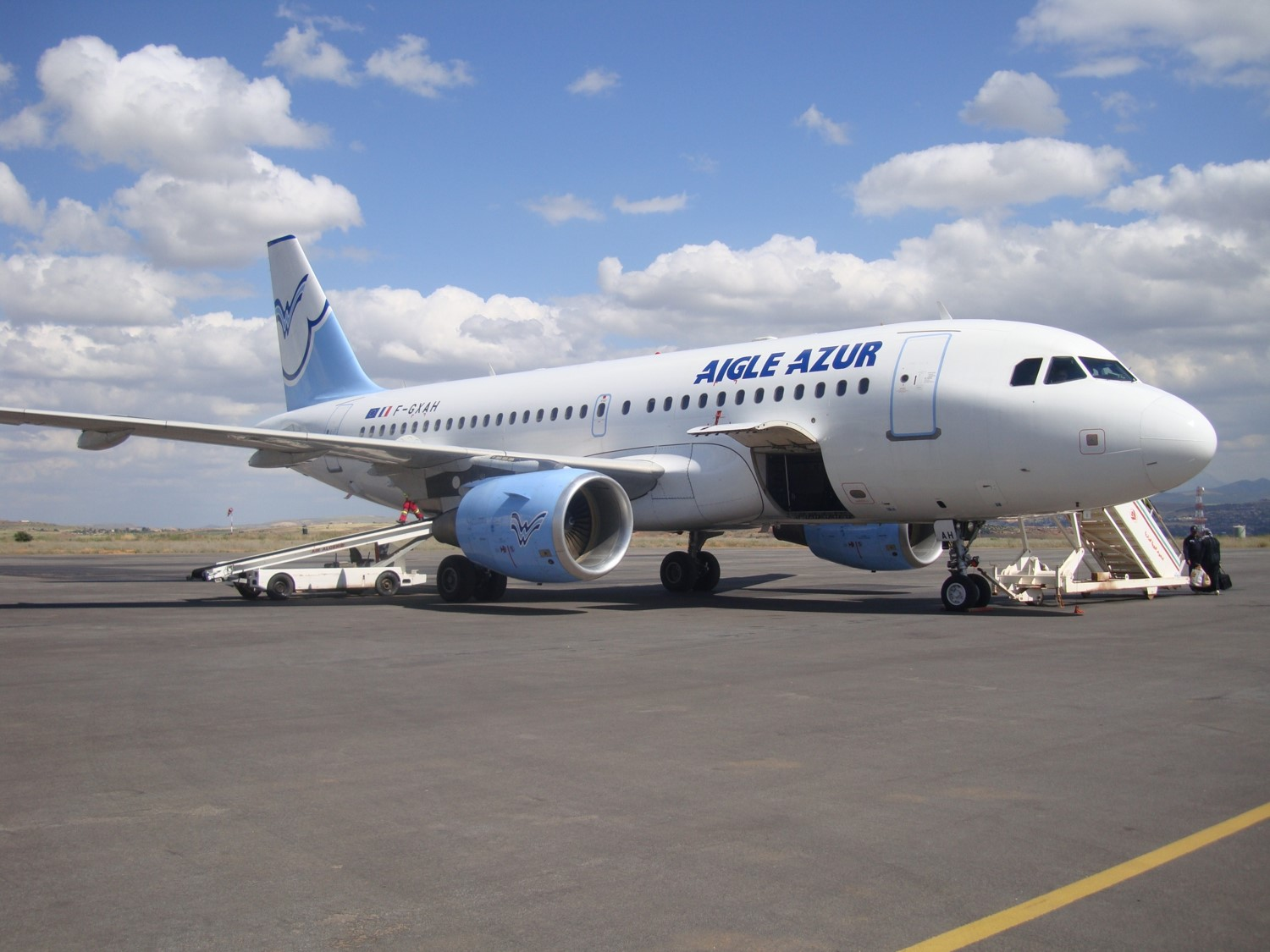
Avion de la compagnie Aigle Azur, sur le Tarmac à l'aéroport de Chlef
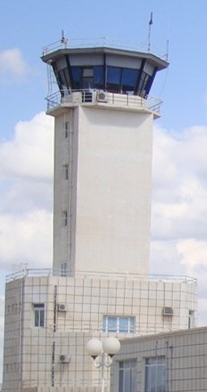
Tour de contrôle de l'aéroport de Chlef

### Aérogare
L'aérogare est structurée en trois zones distinctes : La zone d’embarquement, la zone de départ ainsi que celle des arrivées, la capacité d'accueil de l'aérogare est estimée à 151 000 passagers.

## Travaux de construction
La décision de doter la ville de Chlef d'un aéroport a été prise lors de la visite du président de la République Abdelaziz Bouteflika à la ville en mai 2002, le projet dont le budget était estimé à 2 milliards de DA a été confiée au groupement public Sonatro-Evsm. Une rallonge complémentaire de 500 millions de dinars a été ajoutée à l'effort de financement pour la prise en charge des bouts bétonnés et les voies de dessertes.
La première pierre est posée en 2004 et les travaux ont duré dix huit mois. Le projet a été achevé en février 2006.

### Travaux d’aménagement
Des travaux ont été réalisés en 2017 pour l’installation d'un système d'éclairage extérieur au niveau de l'aéroport de Chlef, les travaux dont le délai d’exécution est estimé à trois mois ont coûté 19 millions de DA.

## Accès
L'aéroport est situé à environ 10 km du centre de Chlef, 75 km de Aïn Defla, 110 km de Relizane et à 120 km de Tissemsilt. Il est accessible par différents moyens de transports :

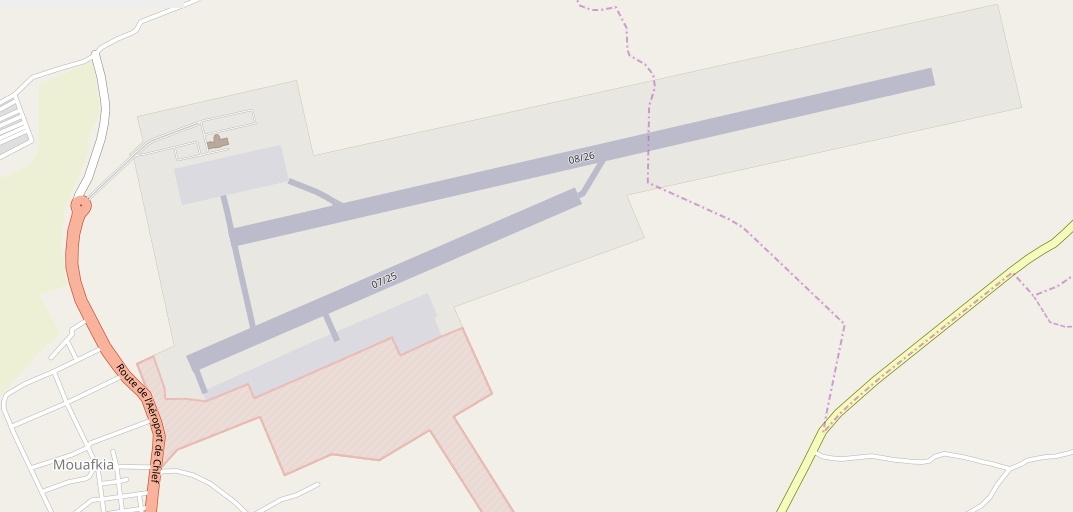
Carte de l'aéroport de Chlef (Accès et piste)

### Voiture
En voiture, par la route de l'aéroport (voie rapide), reliée à la bretelle de l’Autoroute Est-Ouest qui contourne l’est de la ville de Chlef.

### Taxi
Une station de taxis est disponible à proximité du parking à l’intérieur de l'aéroport.
La ville de Chlef dispose d'une Gare routière de type A et d'une Gare ferroviaire, accessible en taxi depuis l'aéroport.

## Compagnies aériennes et destinations
| Compagnies          | Destinations                                                         |
| ------------------- | -------------------------------------------------------------------- |
| Air Algérie         | Alger-Houari-Boumédiène, Marseille-Provence, Paris-Charles de Gaulle |
| ASL Airlines France | En saison : Paris-Charles de Gaulle                                  |

Actualisé le 31/07/2023
Depuis 2009, l'aéroport organise des vols vers les lieux saints (la Mecque) pour Le pèlerinage (Hajj). Le premier vol est assuré par la compagnie nationale Air Algérie le 6 novembre 2009, suivi de 3 autres vols transportant ainsi 560 hadjs.

### Autres destinations suspendues
| Premier vol      | Destination        | Compagnie aérienne | Date de la suspension | Cause                                |
| ---------------- | ------------------ | ------------------ | --------------------- | ------------------------------------ |
| 25 oct 2006      | Aéroport Marseille | Aigle Azur         | 2016                  | Des raisons internes à l’entreprise. |
| 01 juillet 2008  | Aéroport de Metz   | Air Algérie        | 18 août 2008          | Vol charter                          |
| 27 novembre 2011 | Paris CDG          | Air Méditerranée   | Février 2016          | Mise en liquidation judiciaire.      |
| 27 novembre 2011 | Aéroport de Lyon   | Air Méditerranée   | -                     | -                                    |
| 29 juin 2010     | Aéroport de Metz   | Air Algérie        | Juillet 2010          | Vol charter                          |
| 06 juillet 2010  | Aéroport de Metz   | Air Algérie        | Juillet 2010          | Vol charter                          |

## Trafic
À Chlef le trafic passagers a augmenté. Il a été multiplié par six en l’espace de 11 années, en passant de 8 396 passagers par an en 2006 à 52 835 en 2017.
Selon des statistiques publiées en avril 2009, 10 % des arrivées à l'aéroport de Chlef sont des étrangers, les binationaux quant à eux représentent 15 % des voyageurs ayant débarqués. L'étude a été réalisée durant le premier trimestre 2009 et au cours de l’année 2008.
Selon un rapport intitulé Récapitulatif des mouvements Aérodromes (2022-2023) de l'Établissement National de la Navigation Aérienne (ENNA), l'aéroport international de Chlef se classe au 28ᵉ rang parmi les aéroports algériens en 2023. Avec un total de 717 mouvements aériens, dont 596 commerciaux (206 nationaux et 390 internationaux) et 121 non commerciaux, l'aéroport reste modeste dans ses activités. Malgré cette position, il joue un rôle clé dans la connectivité régionale et internationale de la ville de Chlef.
| Année | Passagers | Evolution   | Mouvements d'avions | Evolution   |
| ----- | --------- | ----------- | ------------------- | ----------- |
| 2006  | 8 396     | -           | 100                 | -           |
| 2007  | 22 115    | ▲ +163,43 % | 212                 | ▲ +112 %    |
| 2008  | 25 122    | ▲ +13,6 %   | 212                 | ► 0 %       |
| 2009  | 28 901    | ▲ +15,04 %  | -                   | -           |
| 2010  | -         | -           | -                   | -           |
| 2011  | 33 872    | -           | 372                 | -           |
| 2012  | 50 737    | ▲ +49,79 %  | 612                 | ▲ +64,52 %  |
| 2013  | 43 077    | ▼ −15,24 %  |                     |             |
| 2014  | -         | -           | -                   | -           |
| 2015  | 49 711    | -           | 408                 | -           |
| 2016  | 42 336    | ▼ −14,84 %  | 480                 | ▲ +17,65 %  |
| 2017  | 52 835    | ▲ +24,8 %   | 694                 | ▲ +44,58 %  |
| 2018  | 51 088    | ▼ −3,31 %   | 672                 | ▼ −3,17 %   |
| 2019  | 50 130    | ▼ −1,88 %   | 498                 | ▼ −25,89 %  |
| 2020  | 9 948     | ▼ −80,16 %  | 84                  | ▼ −83,13 %  |
| 2021  | 0         |             | 0                   |             |
| 2022  | -         | -           | -                   | -           |
| 2023  | -         |             | 717                 | ▲ +753,57 % |

### Trafic fret
Selon un rapport émis par l’Établissement de Gestion de Services Aéroportuaires d’Alger (EGSA/Alger), le transport de fret à l’aéroport de Chlef a connu une hausse de 7,61 tonnes en 2018 à 10,29 tonnes en 2019, avant de chuter drastiquement à 1,50 tonne en 2020 en raison de l’impact de la pandémie de COVID-19. Ces variations reflètent les fluctuations économiques et les défis du secteur aérien durant cette période.

## Jours et horaires des vols

### Départ de Chlef
5 vols internationaux hebdomadaires sont organisés depuis l'aéroport de Chlef.

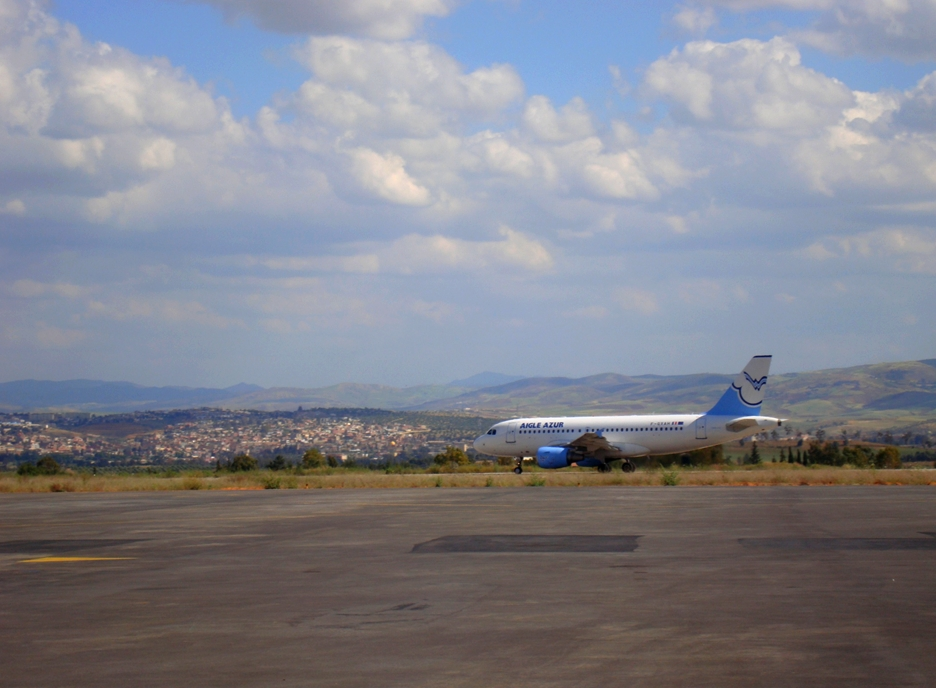
Avion de la compagnie Aigle Azur lors d'un décollage à l'aéroport de Chlef, en arrière plan vue générale de la ville de Chlef (2010)

| Jour du vol | Destination        | Horaire* | Compagnie aérienne |
| ----------- | ------------------ | -------- | ------------------ |
| Dimanche    | Aéroport Marseille | 16h55    | Air Algérie        |
| Mercredi    | Paris CDG          | 14h30    | Air Algérie        |
| Mercredi    | Aéroport Marseille | 20h05    | Air Algérie        |
| Samedi      | Paris CDG          | 14h30    | Air Algérie        |
| Samedi      | Aéroport Marseille | 20h05    | Air Algérie        |

* Heure locale (GMT+1).

### Départs à destination de Chlef
5 vols internationaux par semaine sont organisés à destination de Chlef,.
| Jour du vol | Destination        | Horaire* | Compagnie aérienne |
| ----------- | ------------------ | -------- | ------------------ |
| Dimanche    | Aéroport Marseille | 13h25    | Air Algérie        |
| Mercredi    | Aéroport Marseille | 09h40    | Air Algérie        |
| Mercredi    | Paris CDG          | 16h35    | Air Algérie        |
| Samedi      | Aéroport Marseille | 09h40    | Air Algérie        |
| Samedi      | Paris CDG          | 16h35    | Air Algérie        |

* Heure locale de départ.

## Projets
Des travaux d’aménagement de l'aérogare sont prévus depuis la visite du ministre des Travaux Publics et des Transports Abdelghani Zaalane à la ville en 2018. L'objectif est de porter la capacité d'accueil à 500 000 passagers par an et de doter l'aérogare d'installations modernes. Le coût du projet est estimé à 900 000 000.00 DA.